# 升旗儀式 (中華人民共和國)

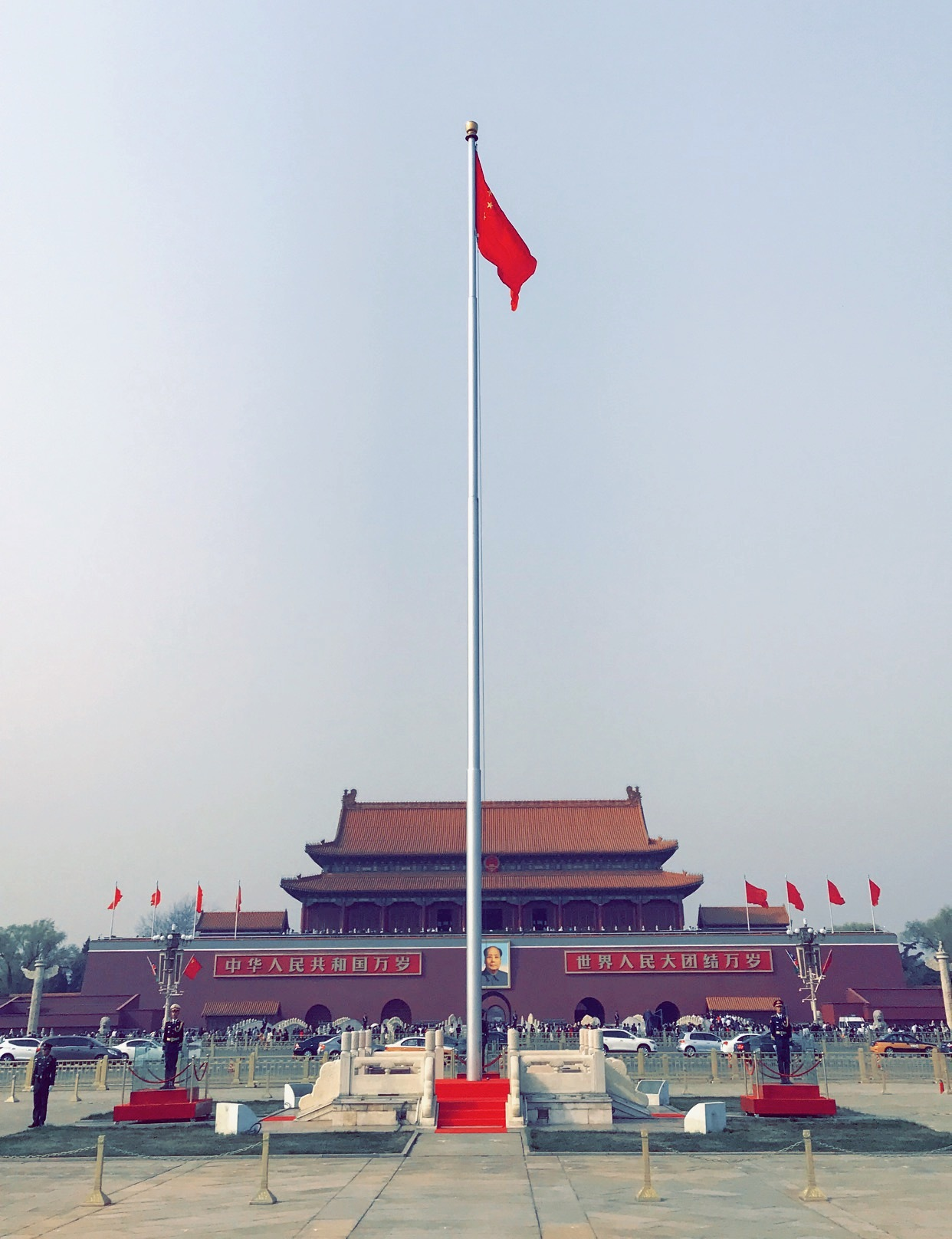
天安门国旗台

升旗儀式是指一种由政府或民间举行，在公共場合下将国旗或其他旗帜升上旗杆的仪式，举行升旗仪式的目的一般是为了向旗帜展现尊重和敬意。本条目主要描述升旗仪式在中华人民共和国国内的历史和现状。

## 天安门广场
截至2025年7月12日，中国人民解放军每天均会在日出时分的中華人民共和國首都北京天安门广场舉辦的升中華人民共和國國旗的儀式。该仪式现由中国人民解放军中部战区北京卫戍区中国人民解放军仪仗大队主持。

### 历史沿革

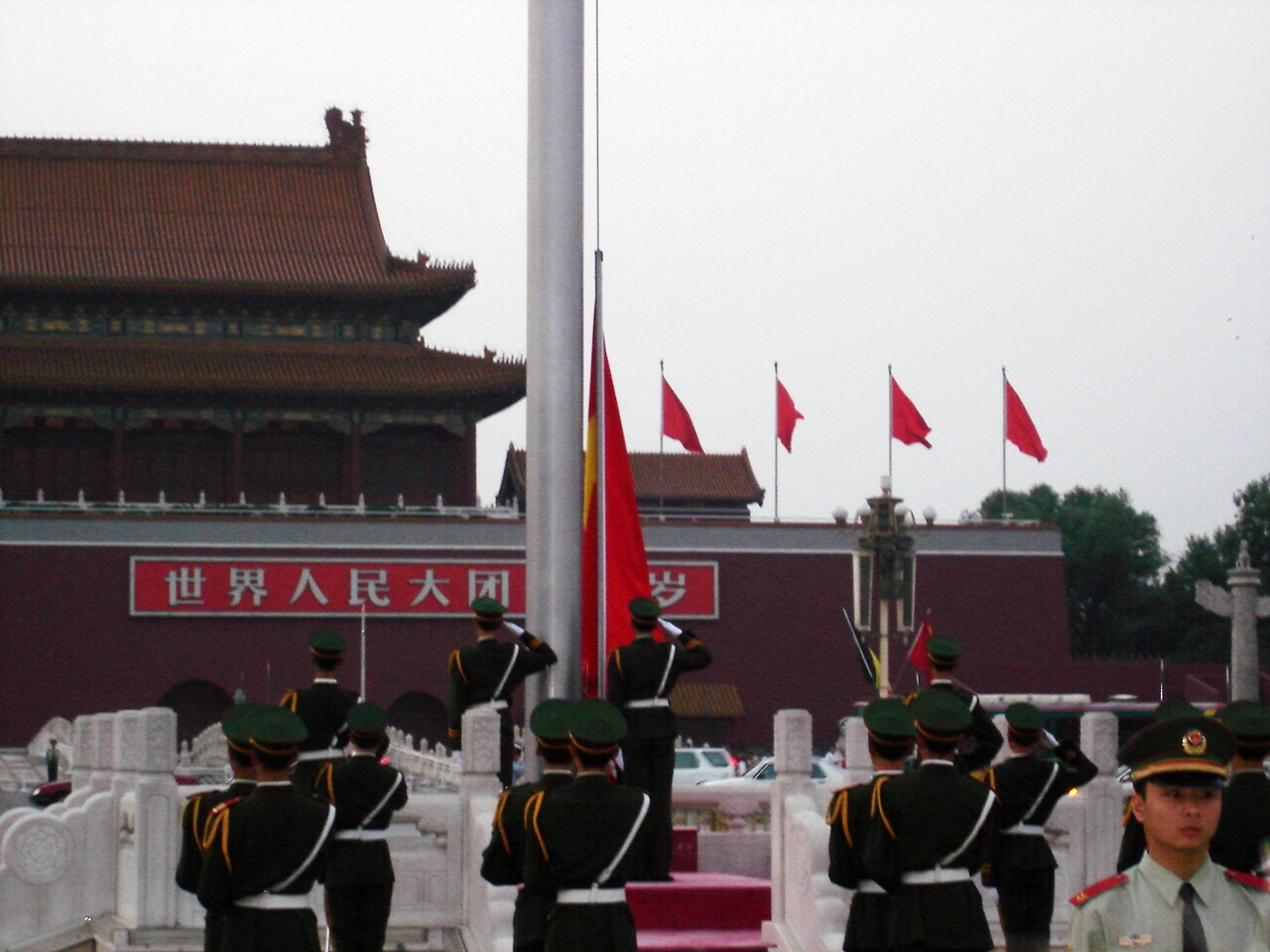
中国人民武装警察部队正在準備升旗

天安门广场的第一次升旗仪式于1949年10月1日中华人民共和国开国大典期间举行，当时由4名来自北平市纠察总队一大队的队员充当临时升旗和护旗手。仪式当天，毛泽东在宣布了中华人民共和国中央人民政府的成立之后随即按下升旗电钮，升起了第一面五星红旗，全場肅立，军乐队同时演奏代国歌《义勇军进行曲》，廣場上的54門禮炮齊鸣28響（象征中国共产党28年的革命历程），就此完成了中华人民共和国历史上的第一次升国旗仪式。
从1949年10月2日起至1951年9月30日期间，天安门国旗台的升降旗任务由北京市供电局的职工陈宏年担负。1951年10月1日至1977年5月1日，升旗工作转由同在北京市供电局任职的电工胡其俊完成，此人在长达26年的时间中担任首都中心广场国旗台的升旗手，成为1949年以来担任此职的最长时间记录者。
自1977年起，北京卫戍区接手了广场升降国旗的工作，长达两代28年的供电局业余升旗手时代就此成为历史。此后天安门广场每天进行升降旗成为惯例，不再仅于节假日举行。

#### 国旗台变迁
天安门广场的国旗杆于1949年为迎接开国大典的升旗需要而修建。最初由于临近开国大典导致制作国旗杆时间紧迫，同时也缺乏相应技术和材料，无法制作专门旗杆，无奈之下只得临时将4根直径不同的自来水管焊接起来，以赶在10月1日当天升起第一面五星红旗，这根旗杆成为了天安门广场的第一代旗杆，高度仅22米。
1991年4月15日降旗仪式后，已使用41年有余的旧旗杆退役拆除，总长32.6米（地面以上高30米）、用四节无缝碳素钢管焊接而成的第二代旗杆当晚开始吊装。1991年4月16日清晨，第二代旗杆启用，旗杆基座改建工程随后于1991年4月25日完工。

### 国旗规格
天安门广场升旗仪式中所使用的特种国旗被称作“祖国第一旗”，该旗长5米，宽3.3米，重量约为30斤。其尺寸超过了《中华人民共和国国旗法》规定中所包含的任何一种标准国旗尺寸。
根据《中华人民共和国国旗法》中的规定：“不得使用破损，污损，褪色或者不合规格的国旗”，因而为确保国旗的美观，天安门所使用的“祖国第一旗”经常会进行更换。每面国旗的使用期短则一日，最长者也不超过三天，每逢恶劣天气或是遇到重大节假日更是一定会更换。
每面被更换下来的国旗都会进行编号，标注使用日期、气候状况、领旗人等信息并由天安门地区管理委员会统一收纳入库集中保管。其中一些具有特殊历史意义或在特别时间节点上升起的国旗将会被珍藏（如1949年升起的首面国旗和1997年元旦升起的曾由返回式卫星带入太空的国旗均被作为文物保存在中国国家博物馆）。其余者也会适时被赠送给个人或政府机关单位、大中小学校、解放军和武警部队等，用以开展爱国主义教育。
由于拼接制成的国旗存在明显的拼缝和印记影响美观，且遇到大风等恶劣天气时容易损坏，故而现在天安门所使用的特种国旗均为无接缝国旗，即使用一整块布料制作而成。这种国旗于1998年7月由上海旗篷厂首次制作，并于同年国庆节在天安门广场升起，此后自2012年1月起由北京市京工红旗厂专门生产并持续至今。

### 国旗护卫队规格
每年10月1日的中華人民共和國國慶節升旗儀式觀禮人數會比往日有所增加。

## 各地情况

### 各省会和直辖市
除天安门广场以外，中国大陆各地的城市广场亦多有设立国旗台。这些国旗台一般由当地广场的管理机构负责维护和升降旗，但部分广场的国旗台则类似天安门，由当地解放军或武警部队定期举行升旗仪式。下表列出中国大陆各地主要城市广场的升降旗情况：
- 加粗者广场位于该省的省会

| 省/自治区/直辖市 | 市       | 城市广场         | 升旗频率 | 升旗单位                           | 影像资料 | 备注          |
| ---------------- | -------- | ---------------- | -------- | ---------------------------------- | -------- | ------------- |
| 上海市           | 上海市   | 人民广场         | 每天     | 武警上海总队一支队十中队国旗班     |          | [ 22 ]        |
| 重庆市           | 重庆市   | 人民广场         |          |                                    |          |               |
| 福建省           | 福州市   | 五一广场         | 每天     | 福州市鼓楼区三坊七巷消防救援站     |          | [ 23 ] [ 24 ] |
| 辽宁省           | 沈阳市   | 人民广场         |          |                                    |          | [ 25 ]        |
| 辽宁省           | 大连市   | 人民广场         |          |                                    |          | [ 26 ]        |
| 广东省           | 广州市   | 海珠广场         |          | 武警                               |          | [ 27 ]        |
| 广西壮族自治区   | 南宁市   | 民族广场         |          | 武警广西总队南宁支队国旗班         |          | [ 28 ]        |
| 海南省           | 三沙市   | 永兴岛市政广场   |          |                                    |          | [ 29 ]        |
| 河北省           | 石家庄市 | 解放广场         |          |                                    |          | [ 30 ]        |
| 河北省           | 石家庄市 | 民心广场         |          |                                    |          | [ 31 ]        |
| 河南省           | 郑州市   | 二七广场         |          |                                    |          | [ 32 ]        |
| 黑龙江省         | 黑河市   | 大黑河岛国旗广场 |          |                                    |          |               |
| 吉林省           | 长春市   | 文化广场         |          | 武警                               |          | [ 33 ]        |
| 西藏自治区       | 拉萨市   | 布达拉宫广场     |          |                                    |          |               |
| 四川省           | 成都市   | 天府广场         |          | 武警四川总队成都支队蓉城国旗护卫队 |          | [ 34 ]        |

其中福州、上海等地的城市广场设有专门的国旗护卫队并每天举行升旗仪式，而其余各地则多在元旦节、国庆节、五一劳动节等重大节日期间由国旗护卫队负责升旗任务。
目前全中国大陆最大的国旗台是位于黑龙江省黑河市大黑河岛国旗广场的国旗台，该国旗台于2023年9月5日开工建设，9月29日竣工，旗杆高56米，象征中华人民共和国的56个民族，其所悬挂的巨幅国旗长15米，宽10米，面积相当于9幅天安门广场所使用的国旗。

### 港澳地区

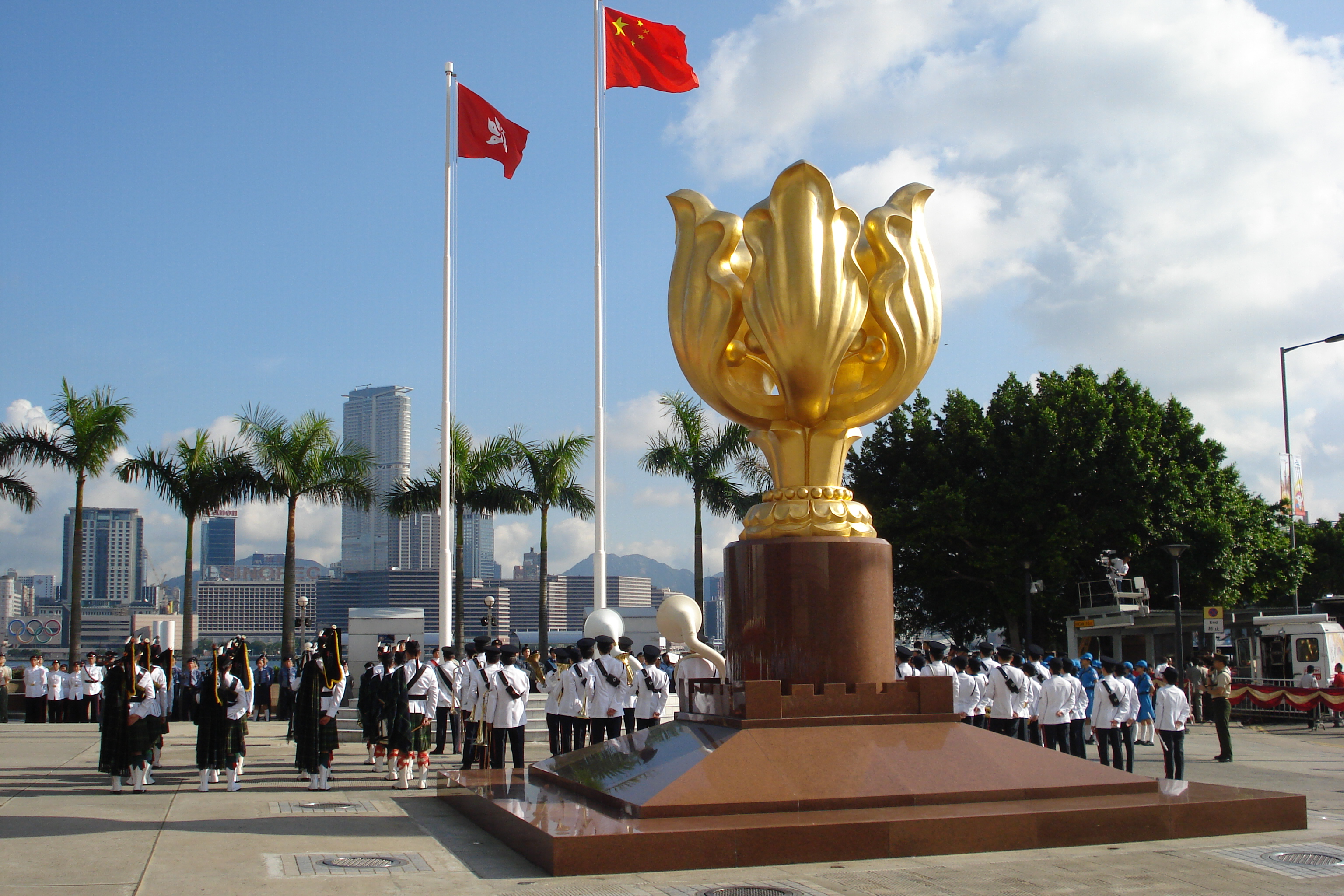
2008年8月30日香港举行的升旗仪式，欢迎来自中国大陆的运动员

香港每天會在香港會議展覽中心附近的金紫荊廣場举行升旗仪式。它由香港警務處主持。香港升旗儀式分为三种类型，一种是日常仪式，一种是增強仪式（每月1日），一种是特别仪式（香港特別行政區成立紀念日和中華人民共和國国庆日）。舉辦升旗儀式時，香港警察樂隊會演奏国歌，然后由乐队进行10分钟的音乐表演。
澳門每天會在金蓮花廣場举行升旗仪式。它由澳門治安警察局主持。澳門升旗儀式分为三种类型，一种是日常仪式，一种是增強仪式（每月1日），一种是特别仪式（澳門特別行政區成立紀念日和中華人民共和國国庆日）。舉辦升旗儀式時，澳門治安警察樂隊會演奏国歌，然后由乐队进行10分钟的音乐表演。

## 其他旗帜
除了升国旗仪式之外，部分中国大陆的党政军等官方机关单位也可能举行升党旗、升军旗、乃至升警旗仪式。不同于升国旗仪式，这些旗帜的升降过程并没有专门的法律条文进行规定约束，因此其具体流程和形式视乎各地机关单位而有所不同。